# Sebastián Zúñiga
Sebastián Felipe Zúñiga Fuenzalida (* 21. Juni 1990 in Santiago) ist ein ehemaliger chilenischer Fußballspieler. Der Mittelfeldspieler wurde auf Vereinsebene zwei Mal chilenischer Meister.

## Karriere
Sebastián Zúñiga debütierte in der Apertura 2009 beim CD Cobreloa im Spiel gegen Santiago Morning. Der Mittelfeldspieler blieb bis 2012 bei dem Klub und wechselte dann zu Unión San Felipe. Dort wurde er mehrfach verliehen. Mit den beiden Leihklubs CF Universidad de Chile und dem CD Cobresal gewann er jeweils die Meisterschaft, auch wenn er bei La U kein einziges Ligaspiel absolviert hatte. 2017 ging Zúñiga zu Curicó Unido und wechselte danach jährlich den Klub. Unión La Calera, Deportes Iquique, die Rangers de Talca, Fernández Vial und der Amateurklub Electrónico Refinerías aus der Minenstadt Calama waren seine Stationen von 2019 bis 2023. 2024 spielte der Offensivspieler für Deportes Linares in der Segunda División und kehrte zur Saison 2025 zum CD Cobreloa zurück.

## Erfolge
Universidad de Chile
- Primera División: 2014/15-A

Cobresal
- Primera División: 2014/15-C